# بينغوين (مهاباد)
قرية بينغوين (بالكردية: بێنگوین) هي إحدى القرى التابعة لـمنغور الشرقية في ريف قسم خليفان من مقاطعة مهاباد، في محافظة أذربیجان الغربیة الإيرانية.

## السكان
حسب إحصاءات سنة 2006، بلغ إجمالي السكان في بينغوين 164 نسمة وعدد المساكن 27 مسكن. لغة سكان بينغوين هي اللغة الكردية و هم من أهل السنة والجماعة والمذهب الشافعي.